# Hatra
Hatra (llatí: Atra; grec antic: Ατραι; àrab: الحضر, al-Ḥaḍr) fou una antiga ciutat en ruïnes de l'Iraq a la governació de Nínive, a la regió de la Jazira. La ciutat se situava a 290 km al nord-oest de Bagdad i al sud-oest de Mossul. Estava inscrita en la llista del Patrimoni de la Humanitat de la UNESCO des del 1985, i en la llista del Patrimoni de la Humanitat en perill des del 2015.

## Història
Hatra fou fundada pels selèucides al segle iii aC i va florir com a centre religiós i comercial als segles II i I aC. En aquest darrer, va esdevenir la seu del primer regne àrab de la zona, de manera similar a com després van sorgir Palmira, Baalbek i Petra; el regne es va dir Araba i estava a la zona entre parts i romans, oscil·lant entre els dos poders, però governada per prínceps àrabs. Ciutat fortificada, fou atacada diverses vegades pels romans i va tenir un paper notable en la Segona Guerra de Pàrtia. Va rebutjar els setges de Trajà (116-117) i Septimi Sever (198-199). El 238, derrotà un atac persa en la batalla de Shahrazur, però va caure en mans dels sassànides sota Sapor I el 241 i fou destruïda. La llegenda diu que fou la filla del rei, al-Nadira, qui lliurà la ciutat als perses, i Sapor matà el rei al-Djayzan, i es casà amb al-Nadira, a qui més tard també va matar. Sota els sassànides, forma part de la província de Khvarvaran. Se sap que el 363 ja estava en ruïnes.
Les ruïnes estaven ben conservades. Estava rodejada per dos cercles de muralles, un d'interior i un d'exterior, de quasi 6,5 km de circumferència, amb 160 torres. Els edificis principals, els temples, eren al centre, cobrint 1,2 hectàrees, presidits pel gran temple, una estructura gegantina amb cambres i columnes, algunes de 30 metres. A la ciutat, es van fusionar els panteons grec, mesopotàmic, siríac i àrab i és per això que fou anomenada en arameu Beiṯ Ĕlāhā (‘Casa de Déu’); els temples estaven dedicats a les deïtats Nergal (babilònia i accadiana), Hermes (grega), Atargatis (sirioaramea), Allat i Xamiyya (àrabs) i Xamaix (mesopotàmica).
El març del 2015, diversos milicians d'Estat Islàmic destruïren les ruïnes de la ciutat.

## Governants
- Worod, mry´
- Ma’nu, mry´
- Elkud, mry´ (155/156)
- Nashrihab, mry´ (128/129-137/138)
- Naṣru, mry´ (128/129-176/177)
- Wolgash I, mry´ i mlk (‘rei’) (176/177, junt amb el següent)
- Sanatruq I, mry´ i mlk (‘rei’) (176/177, junt amb l'anterior)
- Wolgash II, fill de Wolgash I?
- Abdsamiya, mlk (‘rei’) (192/193-201/202) (aliat de l'emperador Pescenni Níger)
- Sanatruq II, mlk (‘rei’) (207/208-229/230)